# Dommeren (film 1911)
Dommeren è un cortometraggio muto del 1911. Non si conosce il nome del regista.

## Produzione
Il film fu prodotto dalla Fotorama.

## Distribuzione
In Danimarca, il film - che aveva una durata di 37 minuti - fu presentato in prima l'11 dicembre 1911 al Kosmorama di Århus. In Finlandia, paese nel quale uscì in sala l'8 aprile 1912, il titolo diventò Tutkintotuomari (in finlandese) o Rannsakningsdomaren (in svedese).